# 龚用圆
龔用圓（？—1645年），字智淵，直隸蘇州府嘉定縣人，明末政治人物。

## 生平
天啟元年（1621年）辛酉科應天鄉試舉人，任秀水縣儒學教諭。明亡，棄官歸里。弘光元年（1645年）清軍圍困嘉定，黃淳耀、黃淵耀兄弟與侯峒曾、龔用圓、張錫眉等人決定死守。龔用圓與兄龔用廣負責駐守南門。城破後，龔用圓與兄龔用廣、弟龔用厚說：“祖宗清白，歷三世矣，今日圖存，何面目見祖宗於地下？”三人在家中後院池中投水自盡。